# Puig de Sant Pere (Gombrèn)
El Puig de Sant Pere és una muntanya de 1.644 metres que es troba al municipi de Gombrèn, a la comarca catalana del Ripollès.